# Neolissochilus hexagonolepis
Neolissochilus hexagonolepis es una especie de peces de la familia de los Cyprinidae en el orden de los Cypriniformes.

## Morfología
Los machos pueden llegar alcanzar los 120 cm de longitud total y los 11 kg de peso.

## Hábitat
Es un pez de agua dulce.

## Distribución geográfica
Se encuentra en la India, Bangladés, Nepal, Birmania, Tailandia, Malasia, Indonesia y la  China.